# Salmerón
Salmerón település Spanyolországban, Guadalajara tartományban. Salmerón Escamilla, Peralveche, Castilforte, Valdeolivas és Salmeroncillos községekkel határos. Lakosainak száma 148 fő (2024).

## Népesség
A település népessége az utóbbi években az alábbiak szerint változott:
| Lakosok száma | 243  | 220  | 211  | 194  | 196  | 177  | 171  | 157  | 141  | 148  |
|               | 2001 | 2004 | 2006 | 2009 | 2011 | 2014 | 2016 | 2019 | 2021 | 2024 |